# Yamasinaium noduligerum
Yamasinaium noduligerum är en mångfotingart som beskrevs av Karl Wilhelm Verhoeff 1939. Yamasinaium noduligerum ingår i släktet Yamasinaium och familjen Andrognathidae. Inga underarter finns listade i Catalogue of Life.